# Cryptomya semistriata
Cryptomya semistriata is een tweekleppigensoort uit de familie van de Myidae. De wetenschappelijke naam van de soort is voor het eerst geldig gepubliceerd in 1842 door Hanley.